# لنارتووو
لنارتووو (به لاتین: Lenartowo) یک روستا در لهستان است که در گمینا یژورا ویلکیه واقع شده‌است. لنارتووو ۱۴۰ نفر جمعیت دارد.